# 木村太郎 (ジャーナリスト)
木村 太郎（きむら たろう、1938年〈昭和13年〉2月12日 - ）は、日本のフリージャーナリスト、ニュースキャスター。逗子・葉山コミュニティ放送（通称名・湘南ビーチFM）代表取締役、（有）木村太郎事務所代表取締役。
NHK記者、キャスターを経て、退局後はフジテレビと専属契約を結び、キャスター、コメンテーターを務めた。現在はフリー。

## 人物・来歴
木村喜八郎（木村順太郎の八男、横浜正金銀行元監査役）・敏子（菅原電気創業者・菅原稠の長女）夫妻の長男として生まれる。父・喜八郎の兄弟に西日本鉄道社長の木村重吉が、母・敏子の兄弟に菅原電気社長の菅原浩（妻はにんべん創業家・10代目高津伊兵衛の三女）、劇作家の菅原卓と内村直也（妻は安川財閥創始者・安川敬一郎の孫）がいる。父方の高祖父・木村重俊は造り酒屋を営み、先祖には武将の木村重成がいる。
父親が横浜正金銀行の駐在員だったため、アメリカ合衆国カリフォルニア州バークレーで生まれ、日米関係が悪化した1941年（昭和16年）に帰国する。
慶應義塾幼稚舎、慶應義塾普通部、慶應義塾高等学校を放校後、東海高等学校を経て慶應義塾大学法学部政治学科を卒業（新聞研究所=現：メディアコミュニケーション研究所修了）。高校時代はアメリカンフットボール部に所属。また3年間、国外に遊学していたため大学には7年間在籍した。

### NHK時代
就職活動もままならず、ゼミナールの指導教員だった生田正輝の紹介でNHKを受験する。ジャーナリスト志望ではなく、当時年齢制限なく入社試験を受けることのできた唯一の組織がNHKだった。
1964年（昭和39年）NHKに入局。徳島放送局記者を振り出しに、神戸放送局社会部記者（～1969）、東京本部報道局社会部(遊軍)記者（1969～1974）を歴任後、NHKパリ支局(現在のNHKヨーロッパ総局)中東・アフリカ担当（ベイルート駐在、1974 - 1976）、NHKジュネーヴ支局特派員（1976 - 1978）、東京本部報道局外信部(現在の国際部)記者（1978 - 1980）、NHKニューヨーク支局（ワシントン支局）特派員（1980 - 1982）と持ち前の行動力と語学力を買われ、国際派の記者として活躍。ベイルート駐在時代には内戦取材も経験した。
ニュースセンター9時キャスター
1980年（昭和55年）にアメリカに赴任するとき、上司から「まあ、お前は死ぬまでワシントンにいるぐらい覚悟しておけよ」と言われたが、たった1年半で東京に戻り、『ニュースセンター9時』（NC9）キャスターを務めることになる。帰国直前の82年2月、相方となる女性と初めて会った。宮崎緑（千葉商科大学教授）である。当時、宮崎はTBSのリポーターの仕事をしており、その関係でアメリカへきて、ワシントンに立ち寄っていた。頭の回転の速そうな印象を受け、「うん、この子とならパートナーとしてやっていけるな」と感じたことを覚えている。
キャスターとして、一躍、名を馳せたのは、1985年（昭和60年）8月12日の日本航空123便墜落事故だった。記者感覚で次々と飛び込んでくる情報を瞬時の判断で処理し、電波に乗せていったが、もっとも知りたい搭乗者名については、事故から3時間後に乗客名簿が発表された。大阪空港に急行していた現場アナウンサーは1枚目から読み始めたものの、500人を超す乗客名簿であった。「木村さん、まだ続けますか。今、対策本部長の記者会見が始まりますので、中断したいんですが…」即座に拒否した。「いや、続けてください。今、皆さんが知りたいのは名簿だと思うんですが、そこで声を出して読むと会見の邪魔になりますか。できたら続けて伝えてください」と放送された。さまざまな現場から殺到する情報のうち、何を最優先すべきか瞬間的に判断し、視聴者が今一番知りたい情報は、乗客の名前だろうと判断した。これは生中継の最中なので、編集責任者やデスクの指示を待つ時間がない中、キャスターがキーパー役をつとめていることを、テレビ画面の同時進行の中継のなかで、視聴者に示して見せた。

### NHK退局～現在
1988年（昭和63年）、NC9終了時に上司から管理職への打診があり、生涯現場を希望していたこともあり、退職して木村太郎事務所を設立した。同時にフジテレビと専属契約を結び、専属キャスターとしての活動を始め、その年のアメリカ大統領選挙を現地取材した。翌年4月からは『FNN DATE LINE』、1990年4月からは後番組『FNN NEWSCOM』の総合司会を務め、エンディングのダジャレが話題となった。
1994年（平成6年）4月からは『ニュースJAPAN』、2000年4月からは『FNNスーパーニュース』のコメンテーターを担う。スーパーニュースでメインキャスターの安藤優子にコメントを求められるとき、安藤の見方とは違う視点からコメントするよう努めた。2010年4月を以って、それまで月～金曜日の全日レギュラーであったスーパーニュースへの出演を、月～木曜日に変更し、7月からは『Mr.サンデー』への不定期出演を開始した
2013年（平成25年）3月28日の放送を最後にスーパーニュースから降板し、フジテレビとの専属契約も終了となった。
このほか、1993年（平成5年）に開局した神奈川県のコミュニティFM（湘南ビーチFM）の代表を務め、2007年10月にはドリーム・トレイン・インターネット社外取締役にも就いた。

## エピソード
趣味は昼寝（暑い所でも良く寝られるという）、モットーは原稿より健康。石原慎太郎とはヨット仲間。ジョン・レノン夫人オノ・ヨーコは幼馴染である。親米派で、ジョン・F・ケネディを尊敬している一方で、パリに住んでいたことからフランスに対する愛着も強い。
1980年からパソコン通信、インターネットを利用。出会いはアメリカでの記者生活の時、新聞の早刷りをインターネットを通じて知り得た事と言う。ニュースJAPANの頃は自分で回線を繋ぎ、パソコンに内蔵の百科事典と共に愛用していた。湘南ビーチFMとしてポッドキャスティングに参加、国際放送機器展に出席している。
1988年6月の『週刊SPA!』創刊号では、久米宏と対談し、当時久米がメーンキャスターとしてレギュラー出演していた『ニュースステーション』にもゲスト出演した。
2015年（平成27年）12月時点で、ドナルド・トランプが2016年アメリカ合衆国大統領共和党予備選挙で指名候補となること、かつ、ヒラリー・クリントンが大統領選挙で共和党候補に勝つ可能性も低いと、直感によって推測していた。

## 過去の出演番組

### テレビ
NHK（日本放送協会）記者部在任時の出演経歴
| 期間          | 期間          | 番組名                             | 役職             |
| ------------- | ------------- | ---------------------------------- | ---------------- |
| 1982年4月     | 1988年3月     | ニュースセンター9時                | メインキャスター |
| 1985年8月12日 | 1985年8月12日 | 日航ジャンボ機墜落事故関連ニュース | 担当キャスター   |

フジテレビ専属契約時代の出演経歴
報道番組
| 期間          | 期間          | 番組名                               | 役職                     | 担当日     | 備考                                           |
| ------------- | ------------- | ------------------------------------ | ------------------------ | ---------- | ---------------------------------------------- |
| 1989年4月3日  | 1990年3月30日 | FNN DATE LINE                        | キャスター               | 平日       |                                                |
| 1990年4月2日  | 1994年3月31日 | FNN NEWSCOM                          | キャスター               | 平日       |                                                |
| 1994年4月1日  | 2000年3月31日 | ニュースJAPAN                        | コメンテーター           | 平日       | 安藤優子不在時にはメインキャスターを担当       |
| 2000年4月3日  | 2010年3月26日 | FNNスーパーニュース                  | コメンテーター           | 平日       | 番組登板から1年は、天気コーナーを兼務          |
| 2010年3月29日 | 2013年3月28日 | FNNスーパーニュース                  | コメンテーター           | 月～木曜日 |                                                |
| 2010年7月4日  | 現在          | Mr.サンデー （関西テレビと共同制作） | 不定期でのコメンテーター | 隔週日曜日 | 専属契約終了後も、引き続きフリーとして隔週出演 |

その他
- FNN報道特別番組（フジテレビ） - コメンテーター（以前はリポーター、メインキャスター）[18]
- 世界HOTジャーナル（フジテレビ、2013年10月 - 2015年） - コメンテーター[18]
- ゆうがたLIVE ワンダー（関西テレビ、2015年4月 - 2016年） - 不定期コメンテーター
- 直撃LIVE グッディ! （フジテレビ、2016年5月 - 2020年9月） - コメンテーター[18]

### ラジオ
- クマヒラ・木村太郎のワンダーランド（TBSラジオ・JRN、1989年10月 - 1990年3月・1990年10月 - 1991年3月） - パーソナリティ
  - 初回ゲストは『NEWS23』メインキャスター（当時）の筑紫哲也。
- 太郎と太郎（TBSラジオ、1992年）
- 伊集院光の週末TSUTAYAに行ってこれ借りよう!（TBSラジオ、2016年7月1日・15日）『巴里のアメリカ人』を紹介。
- 吉田照美のやる気MANMAN!（文化放送、1991年） - ゲスト出演予定もキャンセル。詳しくは番組の項目を参照。

## 著書
- 『素顔のスイス』日本放送出版協会、1980年2月。
- 『驚こう学ぼう楽しもう タローのNC9』講談社、1983年12月。ISBN 978-4062008228。
- 『テレビはニュースだ NHK「ニュースセンター9時」の24時間』太郎次郎社〈シリーズしごとの発見1〉、1985年6月。ISBN 978-4811800479。
- 『ニュースへの挑戦』日本放送出版協会、1988年7月。ISBN 978-4140086063。
- 『ニッポンの挑戦 日本はアメリカズカップを奪えるか』世界文化社、1989年10月。ISBN 978-4418895120。
- 『考える眼 時代はこんなに面白い』イースト・プレス、1991年3月。ISBN 978-4900568310。
- 『日本の選択』キネマ旬報社、1995年12月。ISBN 978-4873761510。
- 『太郎が飛んだ 国際ニュースの現場』東京新聞出版局、1997年5月。ISBN 978-4808305970。
- 『木村太郎のニュースコラム〈99〉99年の日本と世界がわかる用語解説つき』フジテレビ出版、1999年12月。ISBN 978-4594028237。
- 『社長のためのIT革命』文芸社、2000年12月。ISBN 978-4835513980。
- 『ディア・グロリア 戦争で投函されなかった250通の手紙』新潮社、2011年11月。ISBN 978-4103315919。
- 『トランプ後の世界 第2幕 最新情勢 日本、アメリカ、そして世界2017』ゴマブックス、2017年2月。ISBN 978-4777118953。
- 『78枚の国際取材証　ジャーナリスト木村太郎が目撃した世界』ゴマブックス、2022年9月。ISBN 978-4814922536。